# Třída Jacques Chevallier
Třída Jacques Chevallier (jinak též třída BRF – Bâtiments Ravitailleur de Force) je připravovaná třída logistických podpůrných lodí francouzského námořnictva. Vyvinuta byla na základě italské podpůrné lodě Vulcano (A5335) a ve službě nahrazuje zásobovací tankery třídy Durance. Úkolem plavidel je poskytovat ostatním válečným lodím otevřeném moři palivo a další zásoby. Zároveň jsou vybavena pro údržbu a opravy jiných plavidel. Kombinují tak funkce tankeru, zásobovací a opravárenské lodě. Celkem byly objednány čtyři jednotky této třídy. Jejich stavba začala roku 2020. Prototyp byl do služby zařazen roku 2024. Jeho sesterské lodě mají následovat v letech 2026, 2028 a 2033.

## Stavba
Akvizice těchto plavidel probíhá v rámci francouzského modernizačního programu FLOTLOG (FLOTte LOGistique), přičemž samotná plavidla nesou označení BRF (Bâtiments Ravitailleurs de Force). Na konci roku 2018 se Francie připojila k italskému programu stavby podpůrných lodí, v rámci kterého bylo italskou loděnicí Fincantieri vyvinuto a v letech 2016–2020 postaveno italské plavidlo Vulcano (A5335). Dne 30. ledna 2019 byla Francií objednána stavba celkem čtyř jednotek této třídy v hodnotě 1,7 miliardy euro. Vývoj stavbu platforem zajistí francouzská loděnice Chantiers de l’Atlantique (CdA, původně STX Europe) a francouzská loděnice Naval Group zajistí vývoj, výrobu a instalaci vojenského vybavení plavidel. Italská loděnice Fincantieri programu poskytne technickou asistenci a zároveň dodá některé sekce trupu.
V prosinci 2019 loděnice CdA objednala stavbu příďových sekcí plavidel BRF u svého italského partnera Fincantieri. Stavbu provede v letech 2021–2027 loděnice Castellammare di Stabia v Neapoli. Slavnostní první řezání oceli na prototypové plavidlo proběhlo 18. května 2020 v Saint-Nazaire. Založení kýlu proběhlo 10. února 2021. Na vodu byla loď spuštěna 29. dubna 2022. Zkoušky prototypu byly zahájeny 20. prosince 2022.
První řezání oceli na druhou jednotku Jacques Stosskopff proběhlo 1. února 2022 v loděnici Fincantieri. Dne 19. srpna 2024 proběhlo technické spuštění plavidla Jacques Stosskopff na vodu.
Jednotky třídy Jacques Chevallier:
| Jméno                     | První řezání oceli | Založení kýlu    | Spuštěna       | Vstup do služby    | Status    |
| ------------------------- | ------------------ | ---------------- | -------------- | ------------------ | --------- |
| Jacques Chevallier (A725) | 18. května 2020    | 10. února 2021   | 29. dubna 2022 | 20. listopadu 2024 | aktivní   |
| Jacques Stosskopff        | 1. února 2022      | 6. prosince 2022 | 19. srpna 2024 | 2026 (plánováno)   | ve stavbě |
| Emile Bertin              | 5. prosince 2023   |                  |                | 2028 (plánováno)   | ve stavbě |
| Gustave Zédé              |                    |                  |                | 2033 (plánováno)   | objednána |

## Konstrukce

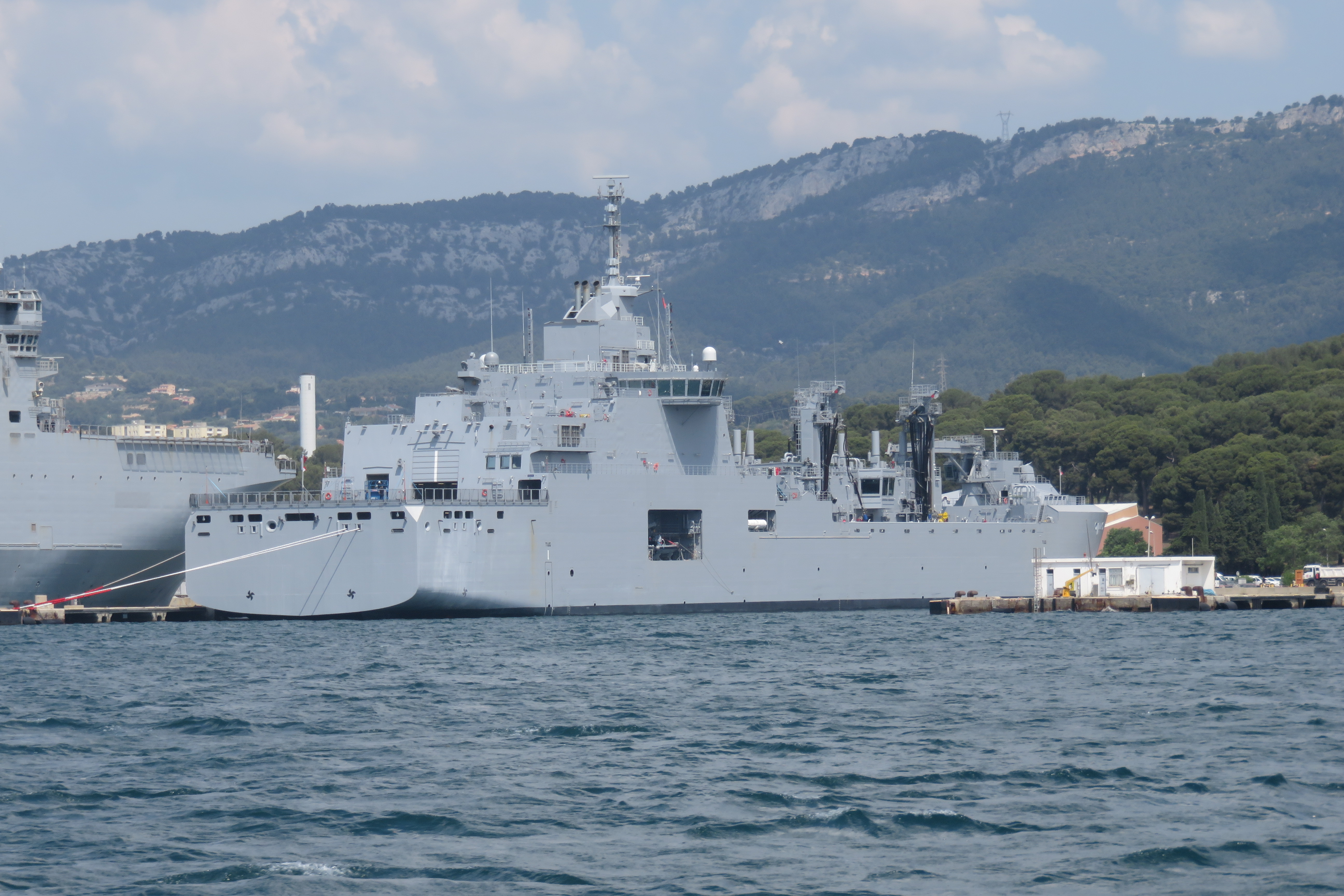
Jacques Chevallier (A725)

Tankery budou mít dvoutrupou koncepci a oproti italskému plavidlu Vulcano budou větší a univerzálnější. Budou vybavena bojovým řídícím systémem Polaris. Posádku bude tvořit 130 osob, přičemž pro dalších 60 budou na palubě kajuty. Pojmou až 13 000 m3 tekutého nákladu a dalších 1500 t munice, náhradních dílů, zásob a proviantu. Vyzbrojeny budou dvěma 40mm kanóny Bofors L/70 Mk4. Pohonný systém je diesel-elektrický. Tvoří jej dva diesely MAN 12V32/44CR, každý o výkonu 9660 hp, a dva dieselgenerátory MAN 8L32/44CR, každý o výkonu 6440 hp, pohánějící dva lodní šrouby se napájením řídicím systémem GE MV7000. Nejvyšší rychlost dosáhne 20 uzlů.